# Fatma el Mehdi
Fatma el Mehdi, també coneguda com a Fatma Mehdi Hassam (Smara, 1969), és una activista per la pau sahrauí, presidenta del Comitè de Dones i del Consell d'Igualtat econòmica, social i cultural africà i secretària general de la Unió Nacional de Dones Sahrauís.

## Biografia
Nascuda a la ciutat de Smara, al Sàhara occidental, quan era colònia espanyola, davant els bombardejos marroquins a la ciutat d'Al-Aaiun, va fugir amb tota la seva família quan tenia set anys per instal·lar-se en un campament de refugiats al desert d'Algèria. Va iniciar estudis a Algèria i Líbia fins a la mort del seu pare, quan va haver de tornar al campament per fer-se'n càrrec dels seus germans. A l'indret va començar estudis com a mestra per tal de dedicar-se a formar els nens del campament, alhora que començà a implicar-se en afers pels drets de les dones i la seva situació als campaments de refugiats.
Arran de la necessitat d'atenció sanitària per a una filla seva, va iniciar contactes i treballar amb la Unió Nacional de Dones Sahrauís fins a esdevenir-ne secretària general el 2002. El Mehdi també ha estat elegida presidenta del Comitè de Dones i del Consell d'Igualtat econòmica, social i cultural africà, i ha estat la primera dona sahrauí a assistir a una conferència de les Nacions Unides sobre els drets de les dones.